# T-80 (경전차)
T-80은 제2차 세계 대전 시기 소련이 운용한 경전차로, 정보 수집 및 정찰을 목적으로 사용되었다. 1942년 여름부터 가을까지 기갑차량의 선두적인 개발자인 N. A. 아스트로프의 주도하에 고리키 자동차 공장(GAZ)의 전차 설계국에서 개발되었다. 1942년 12월에 T-80은 소련군의 노농적 군대에 채택되어 40번 미티친스크 공장에서 양산이 시작되었다.  T-80의 생산은 1943년 9월까지 계속되어 SU-76M 조립 라인으로 대체되었다. 이들 전차는 총 76대(시제품 1대)가 생산되어 1943년부터 1944년 대애국전쟁의 전투에 참가하였다. T-80은 소련이 제2차 세계 대전 기간 동안 개발한 마지막 경전차였다.